# Лабатю (Арьеж)
Лабатю́ (фр. Labatut) — коммуна во Франции, находится в регионе Юг — Пиренеи. Департамент коммуны — Арьеж. Входит в состав кантона Савердён. Округ коммуны — Памье.
Код INSEE коммуны — 09147.

## Население
Население коммуны на 2008 год составляло 128 человек.
| 1962 | 1968 | 1975 | 1982 | 1990 | 1999 | 2008 |
| ---- | ---- | ---- | ---- | ---- | ---- | ---- |
| 88   | 109  | 84   | 81   | 80   | 79   | 128  |

## Экономика
В 2007 году среди 77 человек в трудоспособном возрасте (15—64 лет) 60 были экономически активными, 17 — неактивными (показатель активности — 77,9 %, в 1999 году было 68,9 %). Из 60 активных работали 58 человек (31 мужчина и 27 женщин), безработными были 2 мужчин. Среди 17 неактивных 8 человек были учащимися или студентами, 3 — пенсионерами, 6 были неактивными по другим причинам.